# Wallace Reid

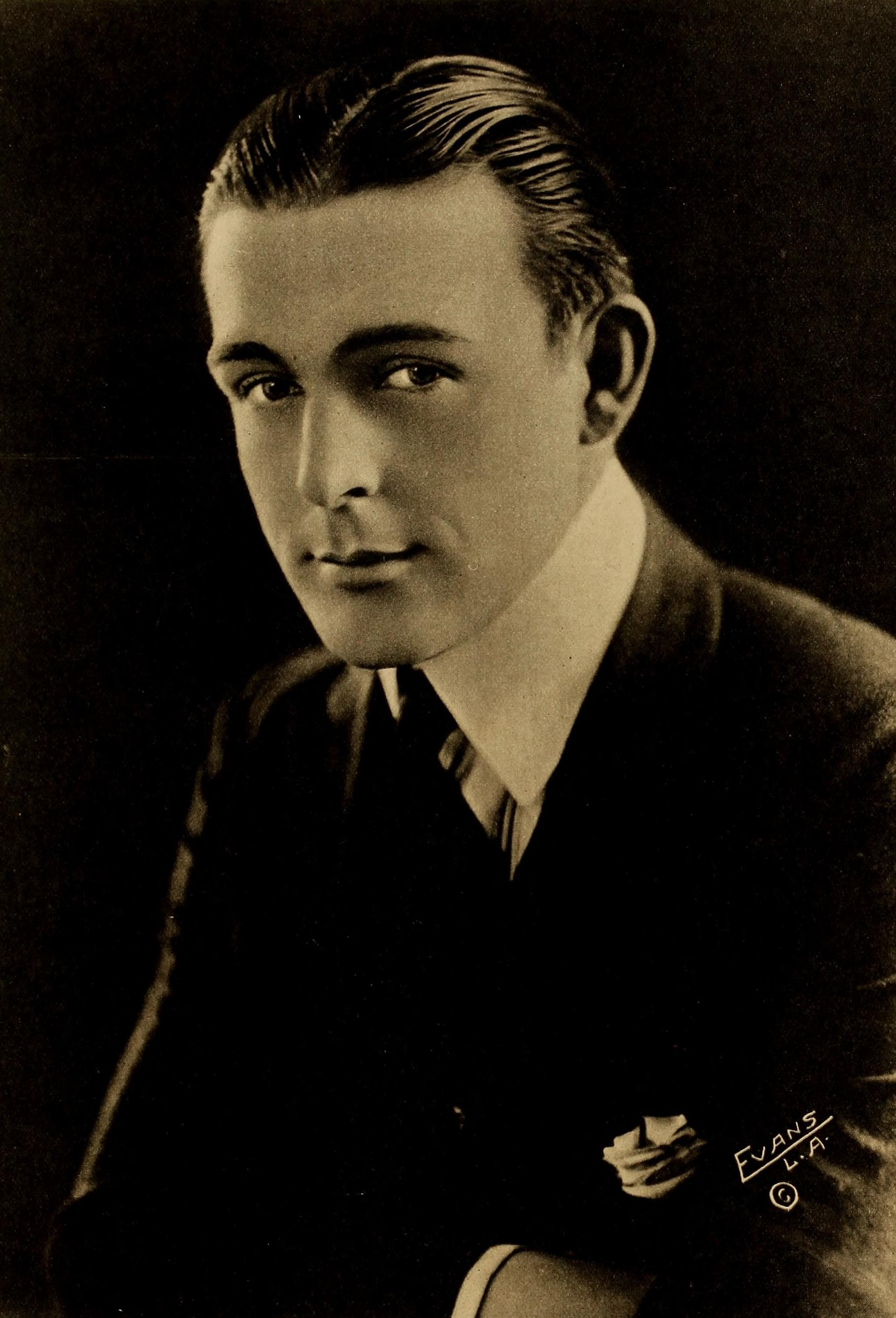
Wallace Reid von Nelson Evans (1918)

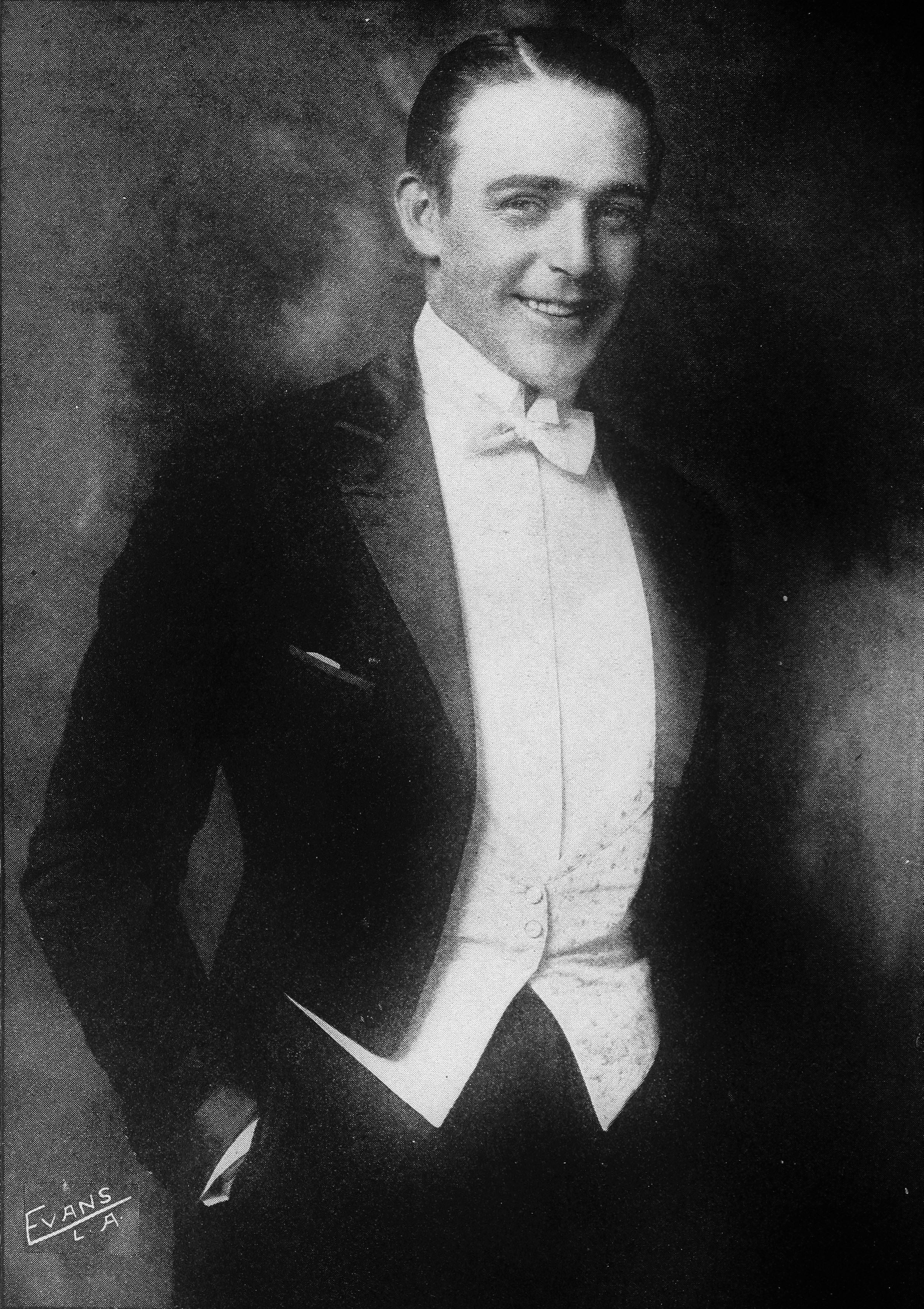
Wallace Reid (1919)

William Wallace Halleck Reid (* 15. April 1891 in St. Louis, Missouri; † 18. Januar 1923 in Los Angeles, Kalifornien) war ein US-amerikanischer Filmschauspieler der Stummfilmära.

## Leben
William Wallace Reid wurde in eine Familie von Wanderschauspielern hineingeboren. Sein Vater war der Vaudeville-Künstler Hal Reid (1862–1920). Bereits im Kindesalter hatte der Junge gemeinsame Auftritte mit seinen Eltern. Reid war in seiner Schulzeit sportlich und musikalisch begabt und lernte mehrere Instrumente.
Um 1910 wendete sich Reids Vater der gerade aufblühenden Filmindustrie zu und zog Wallace mit sich, der im Alter von 19 Jahren seinen ersten Filmauftritt in The Phoenix, einer Adaption eines Schauspiels von Milton Nobles, bei Selig Polyscope in Chicago hatte. Mit einem Drehbuch seines Vaters ausgestattet bewarb sich Wallace Reid bei Vitagraph als Regisseur. Er wurde als Drehbuchautor, Kameramann und Regisseur angenommen und zusätzlich wegen seines guten Aussehens auch als Hauptdarsteller engagiert. So spielte er etwa die Titelrolle in einer frühen Verfilmung von Das Bildnis des Dorian Gray aus dem Jahre 1913. Wallace Reids Karriere florierte und er arbeitete mit Größen des frühen Films, darunter Allan Dwan, zusammen. 1913, während er bei Universal Pictures tätig war, traf Reid die Schauspielerin Dorothy Davenport (1895–1977) und heiratete sie.
Weitere Aufmerksamkeit brachte ihn 1915 seine Nebenrolle als Schmied in David Wark Griffiths Großproduktion Die Geburt einer Nation ein. Im folgenden Jahr übernahm er ebenfalls einen Cameo-Auftritt in Griffiths Filmepos Intoleranz. Wallace Reid wurde spätestens ab Mitte der 1910er-Jahre einer der beliebtesten männlichen Schauspieler in Hollywood und besaß insbesondere eine weibliche Anhängerschaft. Er wurde vor allem in der Rolle als Herzensbrecher bekannt, etwa in der ersten Verfilmung von Alt-Heidelberg. Er drehte unter anderem mit Filmgrößen wie Gloria Swanson, Lillian Gish, Dorothy Gish und Geraldine Farrar. Nachdem er bereits in mehr als 100 Filmproduktionen mitgewirkt hatte, unterschrieb er einen Vertrag bei Jesse L. Lasky und wurde Star in weiteren 60 Filmen für Laskys Famous Players, später Paramount Pictures. Er übernahm die Rolle des Action-Helden in zahlreichen Filmen um Autorennen – etwa The Roaring Road (1919), Double Speed (1920), Excuse My Dust (1920), Too Much Speed (1921) und Across the Continent (1922). Im Jahre 1921 hatte er mit Anatol, der Frauenretter einen seiner größten Erfolge.
Während der Dreharbeiten zu The Valley of the Giants (1919) zog sich Wallace Reid bei einem Autounfall schwere Verletzungen zu. Da das Filmstudio nicht auf seinen Star verzichten wollte, wurden die Schmerzen mit Morphin behandelt, damit er den Film zu Ende drehen konnte. Reid wurde von der starken Droge abhängig, arbeitete jedoch weiter ohne Unterlass an der Produktion körperlich anspruchsvoller Filme. 1922 hatte sich sein Gesundheitszustand schon derart verschlechtert, dass er nach einer Ansteckung mit der Grippe ins Koma fiel und daraus nicht mehr erwachte. Er starb im Alter von 31 Jahren, seine Urne steht heute im Forest Lawn Memorial Park Cemetery in Glendale, Kalifornien bestattet. Anders als bei selbstzerstörerisch lebenden Stars wie Barbara La Marr, Jack Pickford, und Jeanne Eagels, deren Tod ebenfalls durch Drogenmissbrauch verursacht wurde, gilt Wallace Reid als Opfer medizinischer Unwissenheit um die Nebenwirkungen des starken Betäubungsmittels Morphin. Obwohl der Drogentod von den Filmstudios regelmäßig verschwiegen wurde, warnte seine Witwe Dorothy auf einer Tour durch die USA vor den Gefahren der Drogenabhängigkeit.
Wallace Reids Beitrag für die Filmindustrie wurde mit einem Stern auf dem Hollywood Walk of Fame geehrt.

## Filmografie (Auswahl)
- 1910: The Phoenix (Kurzfilm)
- 1911: The Leading Lady (Kurzfilm)
- 1911: The Reporter (Kurzfilm)

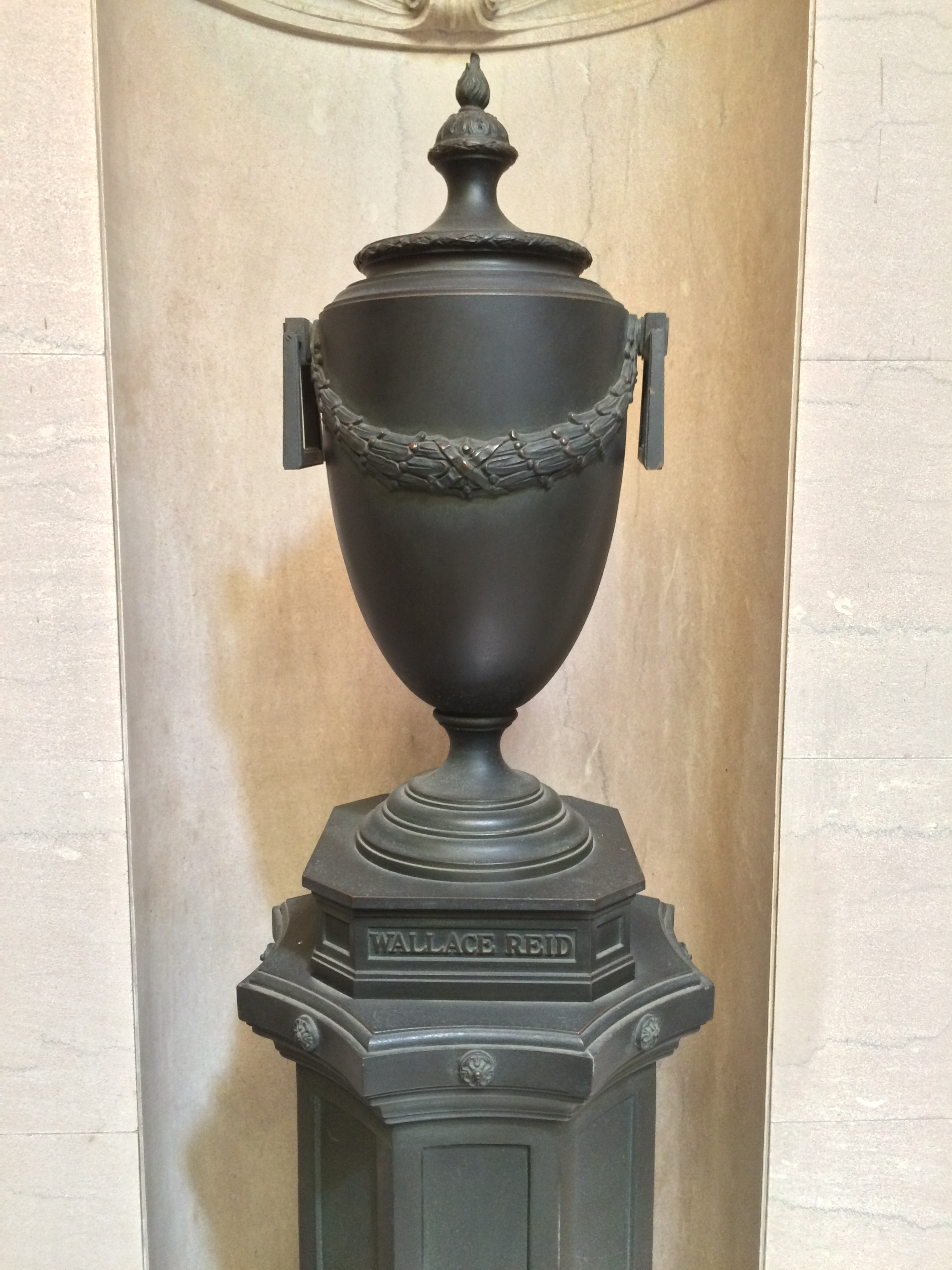
Urne von Wallace Reid

- 1911: The Mother of the Ranch (Kurzfilm)
- 1911: War (Kurzfilm)
- 1912: A Red Cross Martyr; or, On the Firing Lines of Tripoli (Kurzfilm)
- 1912: The Path of True Love (Kurzfilm)
- 1912: Chumps (Kurzfilm)
- 1912: Jean Intervenes (Kurzfilm)
- 1912: Indian Romeo and Juliet (Kurzfilm)
- 1912: Playmates (Kurzfilm)
- 1912: The Telephone Girl (Kurzfilm)
- 1912: The Seventh Son (Kurzfilm)
- 1912: The Illumination (Kurzfilm)
- 1912: At Scrogginses’ Corner (Kurzfilm)
- 1912: Brothers (Kurzfilm)
- 1912: The Victoria Cross (Kurzfilm)
- 1912: The Hieroglyphic (Kurzfilm)
- 1912: Fortunes of a Composer (Kurzfilm)
- 1912: Diamond Cut Diamond (Kurzfilm)
- 1912: Curfew Shall Not Ring Tonight (Kurzfilm)
- 1912: His Mother’s Son (Kurzfilm)
- 1912: Kaintuck (Kurzfilm)
- 1912: Virginius (Kurzfilm)
- 1912: The Gamblers (Kurzfilm)
- 1912: Before the White Man Came (Kurzfilm)
- 1912: A Man’s Duty (Kurzfilm)
- 1912: At Cripple Creek (Kurzfilm)
- 1912: Making Good  (Kurzfilm)
- 1912: The Secret Service Man (Kurzfilm)
- 1912: The Indian Raiders (Kurzfilm)
- 1912: His Only Son (Kurzfilm)
- 1912: Every Inch a Man (Kurzfilm)
- 1912: Early Days in the West (Kurzfilm)
- 1912: Hunted Down (Kurzfilm)
- 1912: A Daughter of the Redskins (Kurzfilm)
- 1912: The Cowboy Guardians  (Kurzfilm)
- 1912: The Tribal Law (Kurzfilm)
- 1912: An Indian Outcast (Kurzfilm)
- 1912: The Hidden Treasure (Kurzfilm)
- 1912: The Sepoy Rebellion (Kurzfilm)
- 1913: Love and the Law (Kurzfilm)
- 1913: Their Masterpiece (Kurzfilm)
- 1913: Pirate Gold (Kurzfilm)
- 1913: A Rose of Old Mexico (Kurzfilm)
- 1913: The Picture of Dorian Gray (Kurzfilm)
- 1913: The Eye of a God (Kurzfilm)
- 1913: The Ways of Fate (Kurzfilm)
- 1913: When Jim Returned (Kurzfilm)
- 1913: The Tattooed Arm (Kurzfilm)
- 1913: The Brothers (Kurzfilm)
- 1913: The Deerslayer (Kurzfilm)
- 1913: Youth and Jealousy (Kurzfilm)
- 1913: The Kiss (Kurzfilm)
- 1913: Her Innocent Marriage (Kurzfilm)
- 1913: A Modern Snare (Kurzfilm)
- 1913: On the Border (Kurzfilm)
- 1913: When Luck Changes (Kurzfilm)
- 1913: Via Cabaret (Kurzfilm)
- 1913: The Spirit of the Flag (Kurzfilm)
- 1913: Hearts and Horses (Kurzfilm)
- 1913: In Love and War (Kurzfilm)
- 1913: Women and War (Kurzfilm)
- 1913: The Guerilla Menace (Kurzfilm)
- 1913: Calamity Anne Takes a Trip (Kurzfilm)
- 1913: Song Bird of the North (Kurzfilm)
- 1913: Pride of Lonesome (Kurzfilm)
- 1913: The Powder Flash of Death (Kurzfilm)
- 1913: A Foreign Spy (Kurzfilm)
- 1913: The Picket Guard (Kurzfilm)
- 1913: Mental Suicide (Kurzfilm)
- 1913: Man’s Duty (Kurzfilm)
- 1913: An Even Exchange (Kurzfilm)
- 1913: The Animal (Kurzfilm)
- 1913: The Harvest of Flame (Kurzfilm)
- 1913: The Spark of Manhood (Kurzfilm)
- 1913: The Mystery of Yellow Aster Mine (Kurzfilm)
- 1913: The Gratitude of Wanda (Kurzfilm)
- 1913: The Wall of Money (Kurzfilm)
- 1913: The Heart of a Cracksman (Kurzfilm)
- 1913: The Cracksman’s Reformation (Kurzfilm)
- 1913: The Fires of Fate (Kurzfilm)
- 1913: Cross Purposes (Kurzfilm)
- 1913: Retribution  (Kurzfilm)
- 1913: A Cracksman Santa Claus (Kurzfilm)
- 1913: The Lightning Bolt (Kurzfilm)
- 1913: A Hopi Legend (Kurzfilm)
- 1914: Whoso Diggeth a Pit (Kurzfilm)
- 1914: The Countess Betty’s Mine (Kurzfilm)
- 1914: The Wheel of Life (Kurzfilm)
- 1914: Fires of Conscience (Kurzfilm)
- 1914: The Greater Devotion (Kurzfilm)
- 1914: A Flash in the Dark (Kurzfilm)
- 1914: Breed o’ the Mountains (Kurzfilm)
- 1914: Regeneration (Kurzfilm)
- 1914: The Voice of the Viola (Kurzfilm)
- 1914: Heart of the Hills (Kurzfilm)
- 1914: The Way of a Woman (Kurzfilm)
- 1914: The Mountaineer (Kurzfilm)
- 1914: Cupid Incognito (Kurzfilm)
- 1914: A Gypsy Romance (Kurzfilm)
- 1914: The Test (Kurzfilm)
- 1914: The Skeleton (Kurzfilm)
- 1914: The Fruit of Evil (Kurzfilm)
- 1914: The Daughter of a Crook (Kurzfilm)
- 1914: Women and Roses (Kurzfilm)
- 1914: The Quack (Kurzfilm)
- 1914: The Siren (Kurzfilm)
- 1914: The Man Within (Kurzfilm)
- 1914: Passing of the Beast (Kurzfilm)
- 1914: Love’s Western Flight (Kurzfilm)
- 1914: A Wife on a Wager (Kurzfilm)
- 1914: ’Cross the Mexican Line (Kurzfilm)
- 1914: The Den of Thieves (Kurzfilm)
- 1914: Arms and the Gringo (Kurzfilm)
- 1914: The City Beautiful (Kurzfilm)
- 1914: Down by the Sounding Sea (Kurzfilm)
- 1914: The Avenging Conscience: or 'Thou Shalt Not Kill' (Kurzfilm)
- 1914: Moonshine Molly (Kurzfilm)
- 1914: The Second Mrs. Roebuck (Kurzfilm)
- 1914: Sierra Jim’s Reformation (Kurzfilm)
- 1914: The High Grader (Kurzfilm)
- 1914: Down the Hill to Creditville (Kurzfilm)
- 1914: Her Awakening (Kurzfilm)
- 1914: Her Doggy (Kurzfilm)
- 1914: For Her Father’s Sins (Kurzfilm)
- 1914: A Mother’s Influence (Kurzfilm)
- 1914: Sheriff for an Hour (Kurzfilm)
- 1914: The Niggard (Kurzfilm)
- 1914: The Odalisque (Kurzfilm)
- 1914: The Little Country Mouse (Kurzfilm)
- 1914: Another Chance (Kurzfilm)
- 1914: Over the Ledge (Kurzfilm)
- 1914: At Dawn (Kurzfilm)
- 1914: The Joke on Yellentown (Kurzfilm)
- 1914: The Exposure (Kurzfilm)
- 1914: Baby’s Ride (Kurzfilm)
- 1915: The Three Brothers (Kurzfilm)
- 1915: The Craven (Kurzfilm)
- 1915: Die Geburt einer Nation (The Birth of a Nation)
- 1915: The Lost House (Kurzfilm, Verschollen)
- 1915: Enoch Arden (Kurzfilm)
- 1915: Station Content (Kurzfilm)
- 1915: A Yankee from the West
- 1915: The Chorus Lady
- 1915: Carmen (Regie: Cecil B. DeMille)
- 1915: Old Heidelberg
- 1915: The Golden Chance
- 1916: To Have and to Hold
- 1916: The Love Mask
- 1916: Maria Rosa
- 1916: The Selfish Woman (Verschollen)
- 1916: The House with the Golden Windows (Verschollen)
- 1916: Intoleranz (Intolerance)
- 1916: The Yellow Pawn (Verschollen)
- 1916: The Wall of Flame
- 1916: The Wrong Heart
- 1916: Joan the Woman
- 1917: The Golden Fetter
- 1917: The Man Who Saved the Day (Kurzfilm)
- 1917: Buried Alive (Kurzfilm)
- 1917: The Tell-Tale Arm (Kurzfilm)
- 1917: The Prison Without Walls
- 1917: A Warrior’s Bride (Kurzfilm)
- 1917: The Penalty of Silence (Kurzfilm)
- 1917: The World Apart (Verschollen)
- 1917: Big Timber
- 1917: The Squaw Man’s Son
- 1917: The Hostage
- 1917: The Woman God Forgot
- 1917: Nan of Music Mountain
- 1917: The Devil-Stone
- 1918: Rimrock Jones (Verschollen)
- 1918: The Thing We Love
- 1918: The House of Silence (Verschollen)
- 1918: Believe Me, Xantippe (Verschollen)
- 1918: The Firefly of France (Verschollen)
- 1918: Less Than Kin (Verschollen)
- 1918: The Source (Verschollen)
- 1918: His Extra Bit (Kurzfilm)
- 1918: The Man from Funeral Range (Verschollen)
- 1918: Too Many Millions (Verschollen)
- 1919: The Dub (Verschollen)
- 1919: Alias Mike Moran (Verschollen)
- 1919: The Roaring Road
- 1919: You’re Fired
- 1919: The Love Burglar
- 1919: The Valley of the Giants
- 1919: The Lottery Man (Verschollen)
- 1919: Hawthorne of the U.S.A.
- 1920: Double Speed (Verschollen)
- 1920: Excuse My Dust
- 1920: The Dancin’ Fool
- 1920: Sick Abed
- 1920: What’s Your Hurry?
- 1920: Always Audacious
- 1921: The Charm School (Verschollen)
- 1921: The Love Special
- 1921: Too Much Speed
- 1921: The Hell Diggers
- 1921: Anatol, der Frauenretter (The Affairs of Anatol)
- 1921: Forever
- 1921: Don’t Tell Everything
- 1922: Rent Free
- 1922: The World’s Champion
- 1922: Across the Continent (Verschollen)
- 1920: The Dictator
- 1922: Nice People (Verschollen)
- 1922: The Ghost Breaker
- 1922: Clarence
- 1922: Thirty Days
- 1922: A Trip to Paramountown